# Buenavista (Cuba)
Buenavista is een biosfeerreservaat van 3200 km² in de provincies Sancti Spíritus, Villa Clara en Ciego de Ávila van Cuba.
De vegetatie bestaat uit habitats zoals mangroves, koraalriffen, actieve duinen, moerassen.
De streek leeft hoofdzakelijk van landbouw (o.a. suikerriet), veeteelt, bosbouw, visserij en toerisme.
Het reservaat werd in 2000 door de UNESCO opgenomen in het Wereldnet van Biosfeerreservaten en in de Ramsar-lijst in 2002.